# NGC 978
NGC 978 (również PGC 9821 lub UGC 2057) – galaktyka eliptyczna (E-S0), znajdująca się w gwiazdozbiorze Trójkąta. Odkrył ją John Herschel 22 listopada 1827 roku. Prawdopodobnie znajduje się w fazie kolizji z sąsiednią, mniejszą galaktyką PGC 9823, zwaną czasem NGC 978B.